# Forsowanie Nysy (1945)
Forsowanie Nysy – bitwa stoczona w dniu 16 kwietnia 1945 roku o Nysę Łużycką podczas II wojny światowej, jedna z  bitew operacji łużyckiej w ramach operacji berlińskiej.

## Działania wojenne
Zgodnie z dyrektywą z 8 kwietnia 1945 dowódcy 1 Frontu Ukraińskiego (dowódca marszałek Iwan Koniew) 2 Armia Wojska Polskiego(2 AWP) (ok. 70 tys. żołnierzy, dowódca gen Karol Świerczewski) miała w operacji berlińskiej 1 FU przełamywać obronę niemiecką  na odcinku Rothenburg – folwark Wysokie. W nocy 11 kwietnia 2 AWP zluzowała 13 Armię nad Nysą Łużycką, w 30 km pasie od m. Młoty do folwarku Wysokie. 2 AWP stanowiła trzon osłonowy 1 FU. Obrona niemiecka o głębokości 35–35 km opierała się na rzekach: Nysa Łużycka, Weisser Schöps i Schwarzer Schöps. Przed frontem 2 AWP broniły się dwie dywizje niemieckie: Dywizja Grenadierów Pancernych Brandenburg i 615 Dywizja Specjalna z 4 Armii Pancernej Grupa Armii Środek. W I rzucie ok. 19 tys. żołnierzy, w II rzucie ok. 21 tys. Zadaniem 2 AWP było sforsowanie Nysy i przełamanie obrony niemieckiej na linii Rothenburg - Wysokie oraz rozwinięcie natarcia na ogólnym kierunku: Niska, Kleinwelka, Drezno na głębokość 90 km. Działające w I rzucie na głównym kierunku natarcia na lewym skrzydle 9 i 8 DP, po sforsowaniu Nysy na odcinku Rothenburg - Wysokie w pierwszym dniu operacji miała opanować szosę Rietschen – Niska, szosę prowadzącą z Niska na południe. Na kierunku pomocniczym 10 i 7 DP otrzymały zadanie związania Niemców na odcinku od Młotów do Rothenburga. 7 DP we współdziałaniu z 9 DP opanować Rothenburg.  Na prawym skrzydle 1 AWP działała 5 AGw, na lewym 52 Armia, 7 Korpus Zmechanizowany.
W dniach 13–15 kwietnia dywizje wykonały rozpoznanie walką. W nocy 15 kwietnia dywizje uchwyciły trzy przyczółki (dwa w pasie 8 DP, jeden w pasie 9 DP, w rejonie Rothenburga i Prądocic). 
Natarcie z forsowaniem Nysy rozpoczęto 16 kwietnia o godz. 6.15 przygotowaniem artyleryjskim. 2 AWP po przygotowaniu artyleryjskim rozpoczęła o godz. 7.00 natarcie z forsowaniem Nysy Łużyckiej przy postawionej 22 kilometrowej zasłonie dymnej. Oddziały piechoty na łodziach, środkach podręcznych, wpław i w bród sforsowały rzekę i do wieczora opanowały przyczółek głębokości do 7 km i szerokości do 6 km. Po sforsowaniu rzeki saperzy przystąpili do budowy mostów. W forsowaniu Nysy pomogły czołgi sowieckiej 16 Brygady Pancernej, które po przeprawieniu przez rzekę wspierały polską piechotę. 
Forsowanie rzeki przebiegło pomyślnie i pierwszorzutowe dywizje prowadziły natarcie na pierwszej linii obrony. Toczono zacięte walki. Na głównym kierunku natarcia 8 i 9 Dywizje Piechoty osiągnęły do końca dnia rz. Weisser Schöps. Na kierunku pomocniczym 10 i 7 DP prowadziły działania wiążące na szerokim froncie. 5 DP i 1 KPanc., jako II rzut Armii, wieczorem przeszły po zbudowanych mostach na zachodni brzeg Nysy. W pierwszym dniu operacji dywizje włamały się w ugrupowanie obronne na 6–7 kilometrów. Wieczorem  na opanowany przyczółek wprowadzono 1 Korpus Pancerny i w dniu 17 kwietnia, po przegrupowaniu sił, wznowiono natarcie na Niska.
Walki żołnierzy polskich o Nysę zostały upamiętnione na Grobie Nieznanego Żołnierza w Warszawie, napisem na jednej z tablic po 1945 r. „FORSOWANIE NYSY  16 IV 1945” i po 1990 r. „NYSA ŁUŻYCKA 16 - 19 IV 1945” oraz napisem „NYSA” na zniczu Grobu Nieznanego Żołnierza w Krakowie.